# Oleksij Kaschtschuk
Oleksij Mykolajowytsch Kaschtschuk (ukrainisch Олексій Миколайович Кащук; * 29. Juni 2000 in Swjahel, Oblast Schytomyr) ist ein ukrainischer Fußballspieler.

## Karriere

### Verein
Nach seiner Jugend bei Schachtar Donezk wechselte Kaschtschuk zur Saison 2018/19 von der U19 in die zweite Mannschaft. In der Folgesaison rückte er in die erste Mannschaft auf. Zunächst wurde er jedoch an den FK Mariupol verliehen. Dort hatte er am 3. August 2019 sein Debüt in der Premjer-Liha. Er blieb bis März 2022 bei Mariupol und kam für den Rest der Saison in Aserbaidschan beim Sabah FK unter. Für die Saison 2022/23 wurde die Leihe verlängert. Seit der Spielzeit 2023/24 gehört er fest zum Kader von Schachtar.

### Nationalmannschaft
Mit der ukrainischen U17 qualifizierte sich Kaschtschuk für die Europameisterschaft 2016 und bekam hier auch Einsätze, ebenso bei der Europameisterschaft 2017. Anschließend wurde er in der U19 eingesetzt und qualifizierte sich mit der Mannschaft für die Europameisterschaft 2018, wobei er bei dieser dann nicht Teil des Kaders war.
Nachdem er für die ukrainische U16 ein paar Freundschaftsspiele bestritten hatte, war er mit der U17 in der Qualifikation für die Europameisterschaft aktiv. Auch in der U19 hatte er Einsätze in Qualifikationsspielen. Mit der U20 nahm er an der Weltmeisterschaft 2019 teil, bei der er in jeder Partie seiner Mannschaft eingesetzt wurde. Am Ende besiegte er mit seinem Team im Finale Südkorea mit 3:1 und gewann so den Weltmeistertitel.
Seit September 2020 ist er für die ukrainische U21-Nationalmannschaft aktiv und bestritt alle Spiele seines Teams bei der Endrunde der Europameisterschaft 2023. Bei dem Turnier war er ein wichtiger Teil der Mannschaft und erreichte mit seinen Mitspielern das Halbfinale, das man mit 1:5 gegen Spanien verlor. Im März 2024 debütierte er zudem für die U23-Mannschaft.